# Adolfsfors-Köla
Adolfsfors-Köla är en av SCB avgränsad och namnsatt småort i Eda kommun. Den omfattar bebyggelse i byn Adolfsfors med Adolfsfors bruk och kyrkbyn Köla i Köla socken.
Byarna ligger runt Kölaälvens utlopp i sjön Hugn. Vid den lilla kraftverksdammen ovanför orten ligger Adolfsfors herrgård. Denna är nyrenoverad och blickar å ena sidan åt Norge och å andra sidan nerför en sluttning mot dammen.
På orten finns en liten byskola centralt placerad. Tidigare var den samlingsskola för elever från Skällarbyns skola och Lässeruds skola. Numera har man på grund av ökat elevantal öppnat den för förskoleklass till årskurs 5 efter att den i ett antal år varit nerlagd/nerläggningshotad.
På fotbollsplanen kunde förr[när?] det lokala laget Köla AIK (Köla Allmänna Idrottsklubb) ses spela.
Vid sjön Hugn ligger Köla kyrka och kyrkogården. Ovanför kyrkan på en höjd med utsikt över bygden ligger prästgården på sluttningen av Valfjället
Orten hade fram till slutet av 1980-talet en lanthandel. På 1970-talet fanns det även ett post- och bankkontor i bygden.

## Befolkningsutveckling
| Befolkningsutvecklingen i Adolfsfors och Köla 1995–2010 | Befolkningsutvecklingen i Adolfsfors och Köla 1995–2010 | Befolkningsutvecklingen i Adolfsfors och Köla 1995–2010 | Befolkningsutvecklingen i Adolfsfors och Köla 1995–2010 | Befolkningsutvecklingen i Adolfsfors och Köla 1995–2010 |
| ------------------------------------------------------- | ------------------------------------------------------- | ------------------------------------------------------- | ------------------------------------------------------- | ------------------------------------------------------- |
|                                                         |                                                         |                                                         |                                                         |                                                         |
| År                                                      |                                                         |                                                         | Folkmängd                                               | Areal (ha)                                              |
| 1995                                                    | 1995                                                    |                                                         | 142                                                     | 39#                                                     |
| 2000                                                    | 2000                                                    |                                                         | 121                                                     | 39#                                                     |
| 2005                                                    | 2005                                                    |                                                         | 118                                                     | 39#                                                     |
| 2010                                                    | 2010                                                    |                                                         | 104                                                     | 39#                                                     |
| 2015                                                    | 2015                                                    |                                                         | 93                                                      | 33#                                                     |
| Anm.: # Som småort.                                     |                                                         |                                                         |                                                         |                                                         |